# Cavalleria legionaria
La cavalleria legionaria (composta da cavalieri, ovvero equites in latino) era parte integrante e complementare in alcune sue funzioni della legione romana. Venne istituita in epoca regia dallo stesso Romolo. Fu abolita all'epoca della riforma mariana dell'esercito romano e ripristinata in epoca augustea. Tuttavia alcun autori ritengono che la cavalleria legionaria sia continuata ad esistere tra Mario e Augusto. Inoltre, il termine equites indicava genericamente i cavalieri e non solo il corpo di cavalleria; erano equites anche gli appartenenti al ceto equestre e gli ufficiali a cavallo.
I cavalieri erano armati di spada lunga (spatha) e scudo rotondo (parma o clipeus), cosa che li distingueva dai fanti armati di spada corta (gladius) e scudo rettangolare (scutum). Distinta dalla cavalleria legionaria, ma armata allo stesso modo, era la cavalleria ausiliaria.

## Epoca regia
Storia e struttura
Fu Romolo a creare un primo contingente militare di 300 cavalieri, dove ciascun squadrone di cavalleria (100 per ciascuna tribù) era alle dipendenze di un tribunus celerum. Quando in seguito la città di Roma si ingrandì e i Romani si unirono ai Sabini, Romolo decise di raddoppiare il numero dei suoi armati, compresi i cavalieri, che furono così portati a 600. Questi 300 cavalieri aggiuntivi potrebbero rappresentare quella stessa guardia personale "montata" (i celeres) che sempre Romolo istituì, ma che, dopo la sua morte, venne sciolta da Numa Pompilio, il quale riportò il numero dei cavalieri totali ancora a 300. Come istituì oltre settecento anni più tardi Augusto con la creazione della guardia pretoriana a difesa del Princeps.
Tarquinio Prisco (VII secolo a.C.- prima metà del VI secolo a.C.), quinto re di Roma, riordinò l'ordine equestre, tornando a raddoppiare il numero dei cavalieri ed aggiungendo tre nuove centurie (oltre a quelle costituite dalle tribù dei Ramnes, Tities e Luceres), a cui fu dato l'appellativo di posteriores o sex suffragia. Ciò portò nuovamente gli equites al numero di 600; contemporaneamente la riforma stabilì che i figli dei cavalieri potessero indossare la toga praetexta. Attraverso questa riforma Tarquinio Prisco avrebbe voluto ricreare il corpo speciale dei celeres romulei, ma l'opposizione di Attio Nevio lo costrinse ad aumentare semplicemente il corpo di cavalleria per aggirarne l'opposizione di Nevio.
Con la riforma serviana, alla prima classe, Servio Tullio aggiunse altre dodici centurie di cavalieri, per un totale di diciotto centurie di equites. Ora i cavalieri dovevano disporre di un reddito di più di 100.000 assi. Per l'acquisto dei cavalli l'erario stabilì, inoltre, lo stanziamento annuo di 10.000 assi a centuria, mentre sancì che fossero le donne non sposate a pagarne il mantenimento degli stessi con 2.000 assi annui a centuria. Tale costo fu più tardi trasferito alle classi più ricche.
Equipaggiamento ed armatura
L'armamento dei cavalieri consisteva in un elmo, uno scudo rotondo (clipeus) in bronzo, oltre ad una lancia leggera ed una spada.
Secondo Polibio, i cavalieri anticamente non avevano una corazza, bensì una semplice trabea, per cui era facile e comodo salire e scendere da cavallo, ma negli scontri correvano grossi rischi poiché combattevano praticamente nudi.
| Denario | Denario |
| --- | --- |
| | |
| Busto di Diana; sotto ROMA | Tre cavalieri al galoppo che seguono uno stendardo verso un nemico (latino) caduto. In esergo: A ALBINVS S F |
| Denario romano coniato da Aulo Postumio Albino nel 96 a.C. per ricordare il suo avo; i cavalieri, al rovescio, ricordano la battaglia del lago Regillo dove, secondo la tradizione, Aulo Regillense lanciò uno stendardo tra le schiere nemiche. | |

La maggior parte dei cavalieri portava una lancia (hasta) ed un piccolo scudo rotondo (parma equestris). Polibio aggiunge che, in tempi antichi:
(Polibio, VI, 25.5-6.)
Riguardo invece allo scudo, Polibio scrive:
(Polibio, VI, 25.7.)
Questo il motivo per cui, sempre per lo storico greco, questo genere di armatura forniva loro un pessimo servizio, e fu in seguito sostituita (almeno a partire dalle guerre puniche) con quella di tipo greco.
Tattiche
La funzione tattica della cavalleri legionaria di epoca regia e di inizio Repubblica, si basava su: mobilità, compiti di avanguardia ed esplorazione, quale scorta, oltre che per azioni di disturbo o di inseguimento al termine della battaglia, infine per spostarsi più rapidamente sul campo di battaglia e prestare soccorso a quei reparti di fanteria in difficoltà.
I cavalieri usavano briglie e morsi, ma le staffe e la sella erano sconosciuti: non è quindi ipotizzabile una cavalleria "da urto". Quei cavalieri che, nelle stele funerarie appaiono armati di lancia e spada, protetti da un elmo, magari con scudo e piastra pettorale, erano molto probabilmente una sorta di fanteria oplitica mobile. Tito Livio racconta che ancora nel 499 a.C., il dittatore Aulo Postumio Albo Regillense, ordinò ai cavalieri di scendere dai cavalli ed aiutarie la fanteria contro quella dei Latini in prima linea.
(Tito Livio, Ab Urbe condita libri, II, 20.)
Si trattava delle fasi conclusive della battaglia del lago Regillo. I cavalieri romani risalirono, infine, sui loro destrieri e si diedero ad inseguire i nemici in fuga. La fanteria tenne dietro e così venne conquistato il campo latino.

## Epoca repubblicana
Storia e struttura
Con la riforma manipolare descritta da Livio e da Polibio, la cavalleria tornò a disporre di 300 cavalieri. Erano divisi in dieci squadroni (turmae), a capo dei quali erano posti tre comandanti. Il primo ufficiale comandava lo squadrone di trenta elementi, mentre gli altri due svolgevano la funzione di decadarchi, e tutti e tre erano chiamati decurioni. In caso di assenza del più alto in grado, gli succedeva il secondo e poi il terzo.
I cittadini romani erano, inoltre, obbligati a prestare servizio militare, entro il quarantaseiesimo anno di età, per almeno 10 anni per i cavalieri. Con la riforma mariana dell'esercito romano, veniva abolita sia la cavalleria legionaria venendo però sostituiti con speciali corpi di truppe ausiliarie o alleate, a supporto e complemento della nuova legione romana. A causa della concentrazione nelle legioni di cittadini, di una forza di fanteria pesante, le armate romane dipendevano dall'affiancamento di cavalleria ausiliaria di supporto. Per necessità tattica, le legioni erano quasi sempre accompagnate da un numero eguale o superiore di truppe ausiliarie più leggere, che erano reclutate fra i non cittadini dei territori sottomessi, oltre a contingenti di cavalleria alleata. Alcuni autori contestano che Mario abbia abolito in assoluto la cavalleria legionaria, essendo questa attestata in alcuni scontri come la battaglia di Vercelli e la battaglia di Farsalo.
Il costante contatto con il mondo dei Celti e dei Germani durante la conquista della Gallia indusse Gaio Giulio Cesare a rivalutare il corpo della cavalleria, tanto che ne fece un impiego crescente negli anni, reintroducendo unità di cavalleria permanente accanto alla fanteria delle legioni ed a quella ausiliaria. Reclutò tra le sue file soprattutto Galli e Germani, inquadrando queste nuove unità sotto decurioni romani, con grado pari a quello dei centurioni legionari.
Equipaggiamento ed armatura
L'armamento base dei cavalieri consisteva in un elmo, uno scudo rotondo (clipeus) in bronzo, oltre ad una lancia ed una spada. Riguardo alla cavalleria legionaria, sembra che la stessa abbia cambiato il suo armamento intorno al 300 a.C., quando venne trasformata da "leggera" in "pesante", dotando tutti i cavalieri di un'armatura metallica di tipo greco. In questo genere di panoplia di tipo greco, la punta della lancia arrivava efficacemente a bersaglio, in quanto la struttura della lancia era rigida e robusta; se la si capovolgeva, risultava ugualmente efficace e preciso l'utilizzo del puntale. Identico discorso vale anche per gli scudi greci, molto solidi, particolarmente utili sia contro gli attacchi da lontano, sia da vicino.
Sembra che fino al 200 a.C. circa, la cavalleria romana indossasse corazze di bronzo, ma dopo questo periodo la corazza venne sostituita con una in maglia di ferro (lorica hamata), dove solo gli ufficiali mantennero la corazza anatomica (lorica musculata). Nel tardo II secolo a.C. poi, alcuni cavalieri cominciarono a portare delle lunghe lance (contus), che dovevano essere tenute con entrambe le mani, precludendo loro l'utilizzo dello scudo.
L'equipaggiamento dei cavalieri al tempo della conquista della Gallia, era costituito da un sago, una cotta di maglia in ferro, l'elmo e probabilmente uno scudo rotondo. La sella era di tipo gallico, con quattro pomi, ma senza staffe. I cavalli erano probabilmente ferrati come da tradizione gallica. Come armi da offesa portavano il gladio e il pilum, o un'asta più pesante detta contus.

## Epoca alto imperiale
Storia e struttura

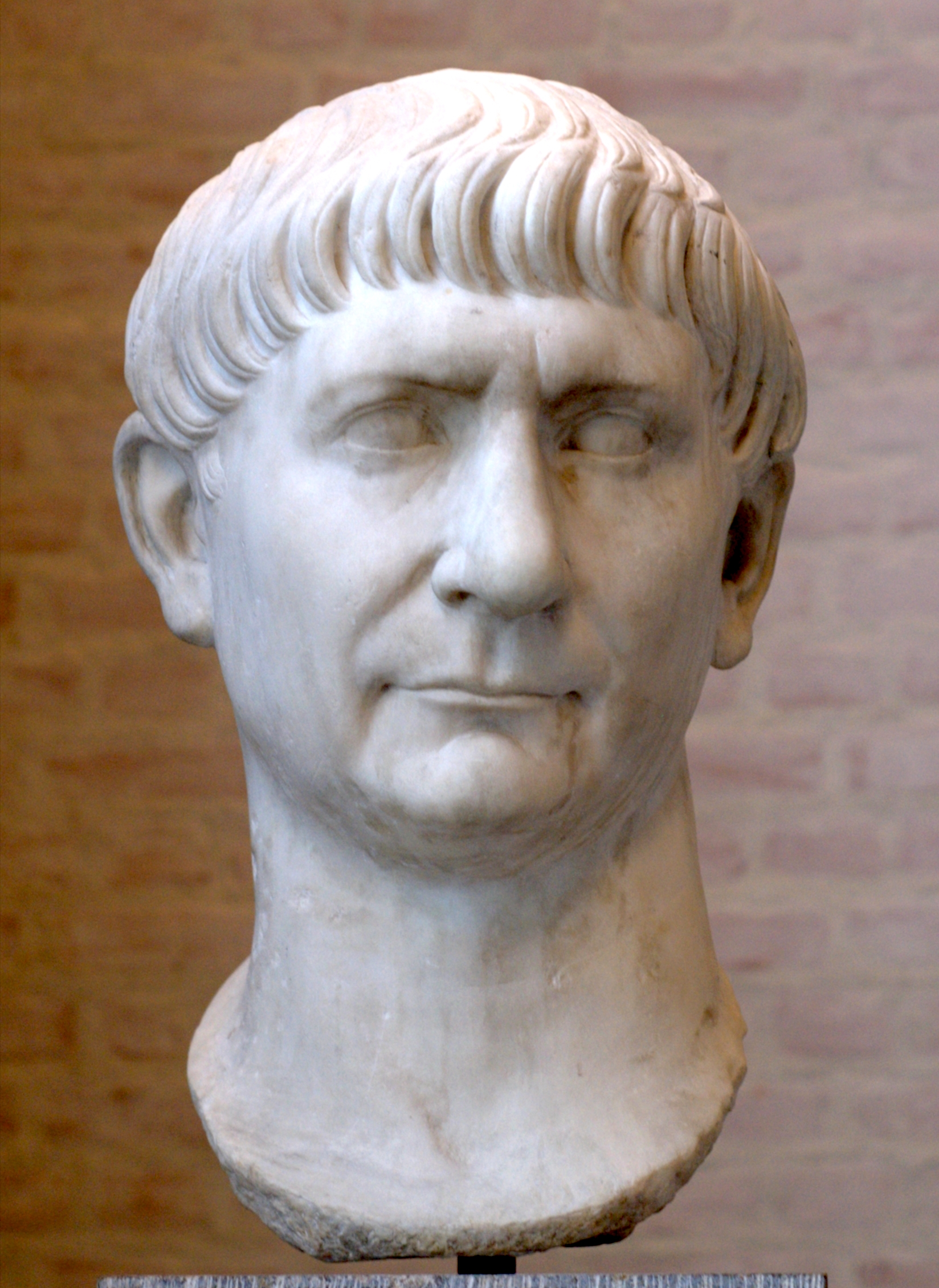
Busto di Traiano, l'Optimus Princeps, conquistatore di Dacia e Parthia, sembra abolì la cavalleria legionaria.

La cavalleria legionaria, abolita nell'epoca di Gaio Mario, fu reintrodotta da Augusto. Si trattava però di una forza alquanto ridotta, composta di soli 120 cavalieri (comandati da centurioni, non da decurioni; dotati di uno scudo più piccolo e rotondo, detto parma o clipeus), come ci racconta Giuseppe Flavio, al tempo della prima guerra giudaica. Potrebbe essere stata abolita, almeno per un breve periodo di tempo dall'imperatore Traiano, considerando che viene citata in un discorso del suo successore, Adriano.
(Giuseppe Flavio, Guerra giudaica, III, 5.5.93-97.)
Del resto esistevano ormai numerosi reparti di cavalleria ausiliaria (formata da provinciali e alleati, i cosiddetti peregrini), quale degno completamento tattico e strategico alla fanteria legionaria (formata invece da cittadini romani). Si trattava di unità altamente specializzate, arruolate in aree territoriali di antiche tradizioni, come segue:
- "pesante", come i catafratti (di origine orientale o sarmata, a partire dai principati di Traiano ed Adriano; vedi sotto), dotati di una lunga e pesante lancia, chiamata contus (usata normalmente con l'ausilio di entrambe le mani, poiché a volte raggiungeva i 3,65 metri di lunghezza[34]), oltre al fatto di essere interamente rivestiti di una maglia di metallo, cavaliere e cavallo (chiamata lorica squamata, formata da "scaglie" di metallo; o lorica hamata, fatta invece da anelli del diametro di 3-9 mm[35]);
- "leggera", come quella numida o maura, dotata di un piccolo scudo rotondo (clipeus), una spatha che a volte raggiungeva i 90 cm[36] (certamente più lunga rispetto al gladio del legionario), una lancea più leggera (normalmente lunga 1,8 metri[36]) ed in alcuni casi un'armatura (lorica hamata o squamata);
- sagittaria, come gli arcieri orientali[37] o quelli Traci[38] a cavallo;
- ed infine "mista", come le coorti equitate.

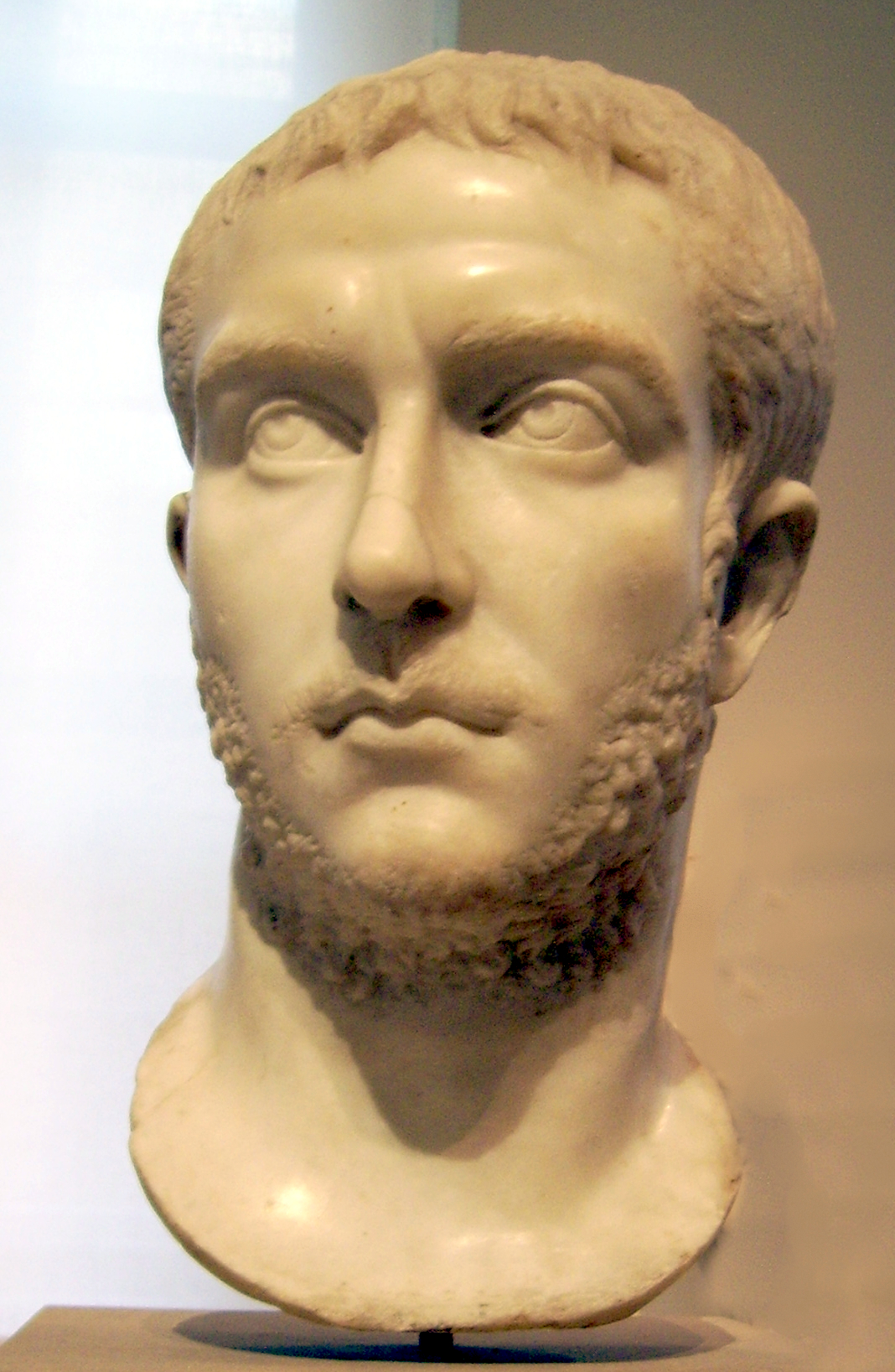
L'imperatore Gallieno che regnò per quindici anni, prima con il padre Valeriano poi da solo, mise in atto la prima vera riforma dell'esercito romano dai tempi di Augusto.

Resosi conto dell'impossibilità di proteggere contemporaneamente tutte le province dell'impero con una statica linea di uomini posizionati a ridosso della frontiera, Gallieno sviluppò una pratica che era iniziata verso la fine del II secolo sotto Settimio Severo (con il posizionamento di una legione, la legio II Parthica, a pochi chilometri da Roma), ovvero posizionando una riserva strategica di soldati ben addestrati pronti ad intervenire, dove serviva nel minor tempo possibile (contingenti di cavalleria a Mediolanum, Sirmio, Poetovio e Lychnidos).
In accordo con queste considerazioni, Gallieno attorno agli anni 264-268, o forse poco prima, costituì questa riserva strategica centrale (che sarà alla base della futura riforma dell'esercito di Diocleziano), formata prevalentemente da unità di cavalleria pesante dotate di armatura (i cosiddetti promoti, tra cui spiccavano gli equites Dalmatae, gli equites Mauri et Osroeni), poiché queste percorrevano distanze maggiori in minor tempo della fanteria legionaria o ausiliaria. Ed ogni volta che i barbari sfondavano il limes romano e s'inoltravano nelle province interne, la "riserva strategica" poteva così intervenire con forza dirompente. La base principale scelta da Gallieno per la nuova armata fu posta a Milano, punto strategico equidistante da Roma e dalle vicine frontiere settentrionali della Rezia e del Norico. Si trattava di un'iniziativa resasi necessaria anche a causa della perdita degli Agri Decumates tra il Reno ed il Danubio, che aveva portato i vicini Germani a trovarsi più vicini alla penisola italica, centro del potere imperiale.
I generali che comandavano questa forza, quindi, avevano nelle loro mani un potere incredibile e non è un caso che futuri augusti come Claudio II il Gotico o Aureliano ricoprissero questo incarico prima di diventare imperatori. La predisposizione per la cavalleria riguardava non solo le forze ausiliarie ed i numeri, ma anche le legioni stesse. Non è chiaro se sia stato l'imperatore Gallieno ad aumentare il contingente di cavalleria interno alla legione stessa, portandolo da soli 120 cavalieri a 726, o i suoi successori, gli imperatori illirici, come una parte della storiografia moderna sembra sostenere. La nuova unità di cavalleria legionaria risultava divisa tra le dieci coorti legionarie, dove alla prima coorte erano affiancati 132 cavalieri (pari a 4 turmae, ciascuna posta sotto il comando di un decurione), mentre alle altre nove 66 ciascuna (pari a 2 turmae per ciascuna delle 9 coorti). In totale si avevano ben 22 turmae per ogni nuova legione. La riprova di tutto ciò sembra derivare da un'iscrizione trovata a Baden in Germania, dove su un anello è scritto: "EQ(ues) LEG(ionis) XXI SEXTI T(urmarum?)".
Questo incremento della cavalleria fu dovuto proprio alla necessità di avere un esercito sempre più "mobile" e versatile nel corso del III secolo, come conseguenza delle continue invasioni, sia da parte dei barbari lungo i confini settentrionali, sia a causa della crescente minaccia orientale, dove alla dinastia dei Parti Arsacidi subentrò (dal 224) quella dei Sasanidi, assai più bellicosa e che intendeva replicare ai fasti dell'antico Impero achemenide. Vi è, infine, da aggiungere che proprio in seguito alla riforma di Gallieno (o degli imperatori illirici), la cavalleria legionaria andò lentamente separandosi dalla fanteria legionarie, divenendo di fatto indipendente sotto Costantino I (324-337) e cessando così di esistere come "cavalleria legionaria" (aggregata alla legione romana).

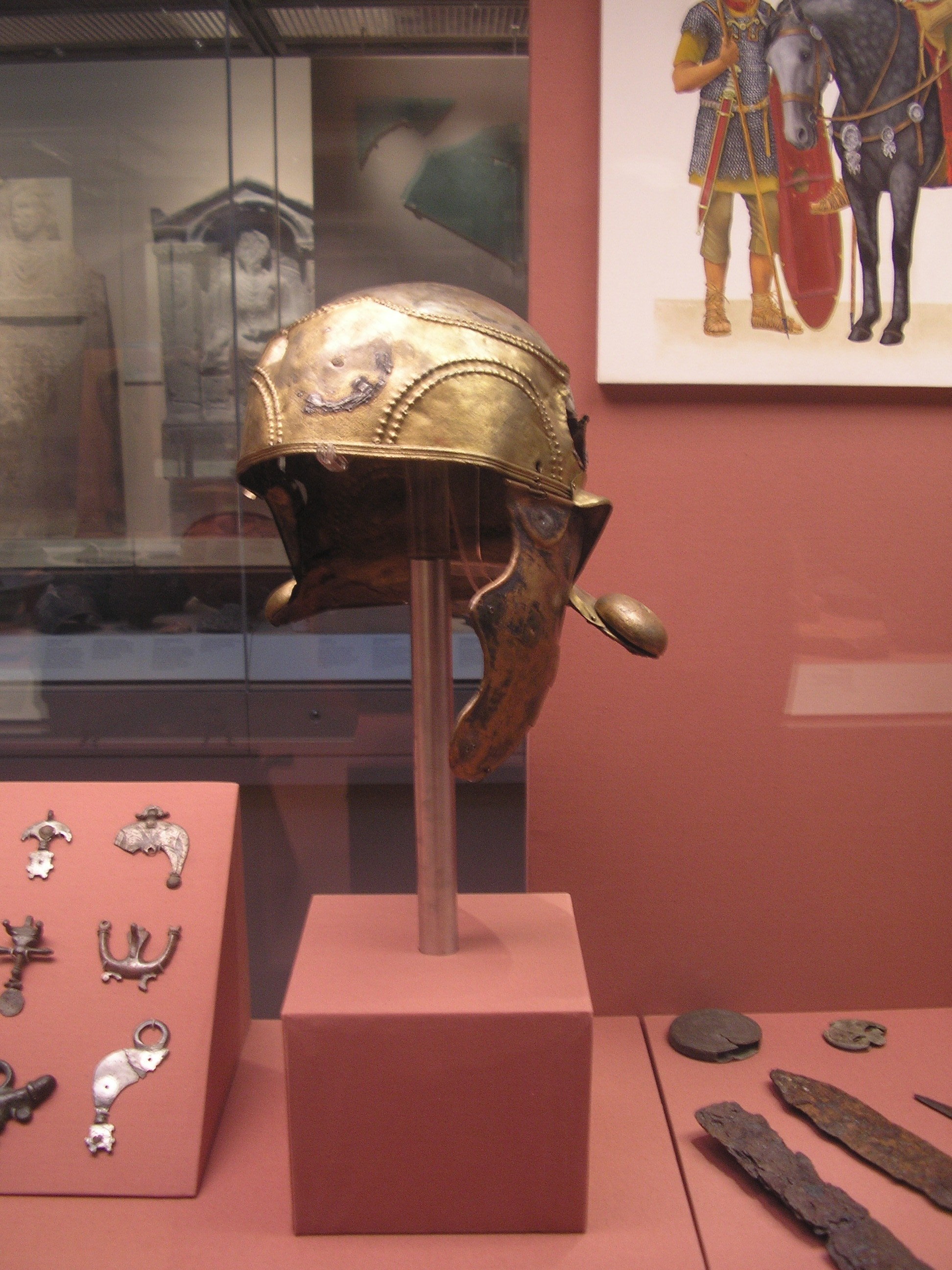
Elmo di cavaliere del I secolo d.C. (British Museum, Londra)
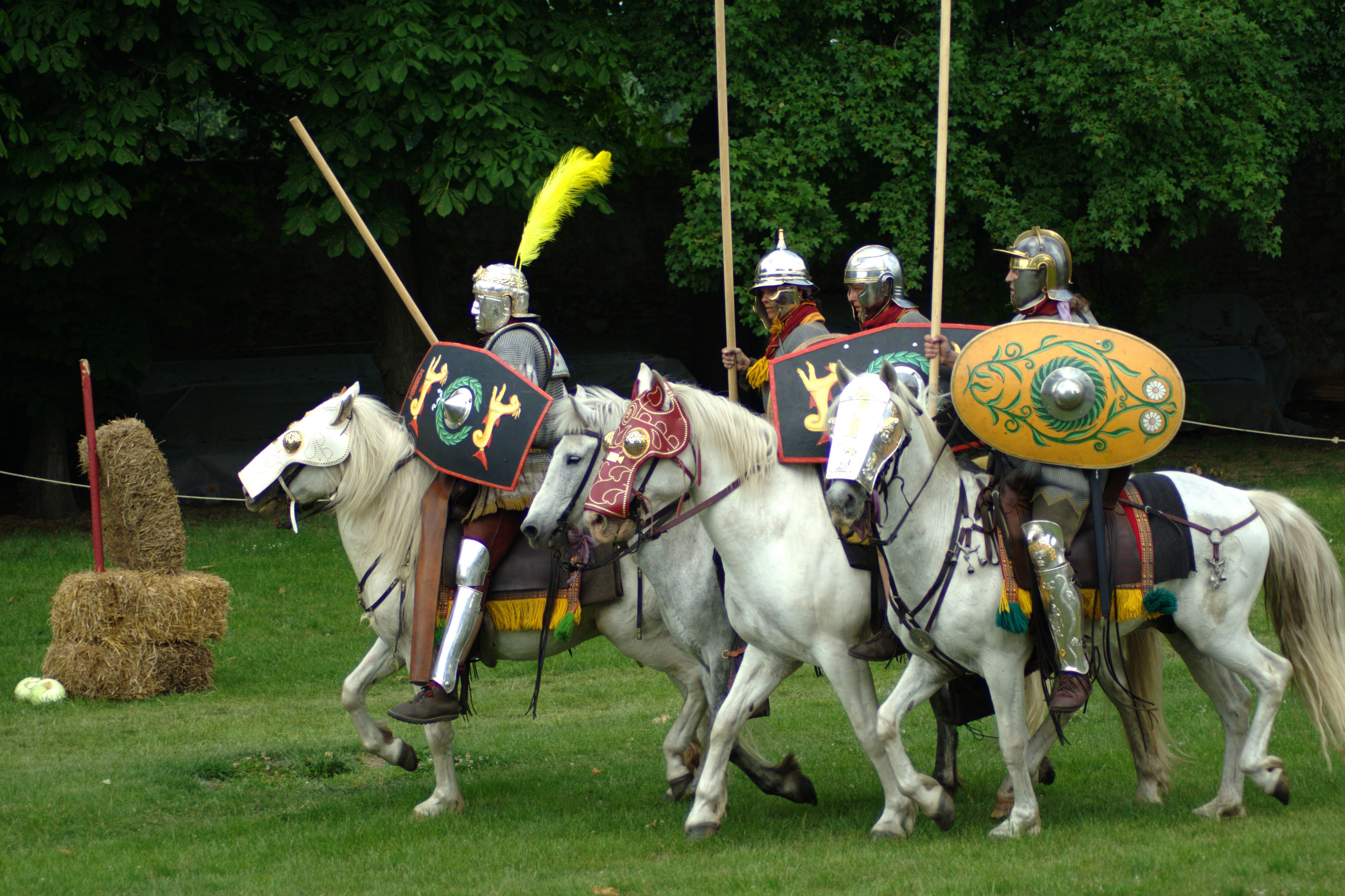
Rievocazione storica di cavalieri legionari